# Список губернаторів Арканзасу
Губернатор Арканзасу (англ. Governor of Arkansas) — глава виконавчої влади і головнокомандувач Національної гвардії штату. Губернатор забезпечує дотримання законів штату, має право скликати «за особливих обставин» законодавчі збори штату, затверджувати або ветувати ухвалені ними законопроєкти. Крім того, він має право помилувати злочинців, за винятком випадків державної зради та імпічменту.
Цю посаду обіймали 46 обраних осіб, а також 11 осіб, які виконували обов'язки померлого губернатора або губернатора у відставці. 2023 року губернатором вперше стала жінка. До перетворення на штат посаду губернатора території Арканзас, яка призначається президентом, обіймали чотири людини. Орвел Фобус прослужив губернатором штату довше за всіх — 12 років (6 періодів повноважень). Білл Клінтон обирався губернатором на п'ять термінів з перервою після першого, провів на посаді 11 років і 11 місяців. Менше за всіх пропрацював Джон Себастьян Літл — 38 днів, поки у нього не почався нервовий розлад; один із виконувачів обов'язків, його наступник Джессі Мартін, обіймав посаду лише три дні — найкоротший термін. Чинний губернатор, Сара Гакабі Сандерс, вступила на посаду 10 січня 2023 року.

## Список

### Губернатори території Арканзас
Територія Арканзас виділена зі складу території Міссурі 2 березня 1819 року (акт Конгресу набув чинності 4 липня). Згодом Конгрес зменшував площу Арканзасу двічі: 26 травня 1824 року і 28 травня 1828 року.
Будучи секретарем території з 1819 до 1829 року, Роберт Кріттенден був виконувачем обов'язків губернатора, коли призначений губернатор залишав штат. Фактично він був першою особою на посаді губернатора Території Арканзас, оскільки Джеймс Міллер прибув на територію лише через 9 місяців після свого призначення.
| Портрет           | Губернатор                | Початок терміну | Кінець терміну    | Хто призначив | Коментарі       |
| ----------------- | ------------------------- | --------------- | ----------------- | ------------- | --------------- |
|                   | Джеймс Міллер (1776—1851) | 3 березня 1819  | 27 грудня 1824    | Джеймс Монро  | [ К 1 ] [ К 2 ] |
|                   | Джордж Ізард (1776—1828)  | 4 березня 1825  | 22 листопада 1828 | Джеймс Монро  | [ К 3 ] [ К 4 ] |
| Джон Квінсі Адамс | Джордж Ізард (1776—1828)  | 4 березня 1825  | 22 листопада 1828 |               | [ К 3 ] [ К 4 ] |
|                   | Джон Поуп (1770—1845)     | 9 березня 1829  | 9 березня 1835    | Ендрю Джексон | [ К 5 ] [ К 6 ] |
|                   | Вільям Фултон (1795—1844) | 9 березня 1835  | 15 червня 1836    | Ендрю Джексон | [ К 7 ]         |

### Губернатори штату Арканзас
15 червня 1836 року Арканзас увійшов до складу федерації, а 6 травня 1861 року — вийшов з її складу, і 18 травня того ж року приєднався до Конфедеративних Штатів Америки. Уряду у вигнанні не існувало, тому лінія губернаторів неперервна, хоча, коли Арканзас був захоплений військами Федерації, було встановлено лоялістський уряд з незначним конфедеративним урядом у вигнанні. Після Громадянської війни штат став частиною четвертого військового округу, а 22 червня 1868 року був повторно прийнятий до складу Федерації.
Перша конституція Арканзасу 1836 встановила період служби губернатора — чотири роки, а редакція конституції, ухвалена в 1874 році, знизила цей термін до двох років. Поправка № 63 до конституції штату, ухвалена в 1984 році, збільшила періоди повноважень губернатора і віцегубернатора до чотирьох років. Губернаторам спочатку було дозволено працювати не більше восьми з кожних дванадцяти років, але редакція конституції штату 1874 року скасувала будь-які обмеження щодо кількості термінів. Референдум, проведений в 1992 році, заборонив губернаторам перебувати на посаді більше двох термінів.
До 1864 року конституція передбачала, що в разі вакантності посади губернатора голова Сенату штату буде виконувати його обов'язки, поки не буде обрано нового губернатора, або поки не одужає хворий губернатор, або до кінця його сенатського терміну. Ця стаття призводила до деяких випадків, коли виконувачі обов'язків губернатора змінювалися один за іншим, оскільки їх сенатські терміни закінчувалися, або головою обирався інший член Сенату. Наприклад, після того, як Джон Себастьян Літл подав у відставку в 1907 році, три голови Сенату по черзі виконували обов'язки губернатора до вступу на посаду наступного обраного губернатора. У разі нездатності голови Сенату виконувати обов'язки губернатора наступним по порядку наступності був спікер Палати представників штату.
Редакція конституції штату 1864 року заснувала посаду віцегубернатора, який був зобов'язаний виконувати обов'язки голови Сенату, а також губернатора у випадку вакантності посади останнього. Редакція конституції 1868 року зберегла цей пост, але редакція 1874 року скасувала його і повернула початковий порядок наступності. Поправка № 6 до конституції Арканзасу, ухвалена 1914 році, але не визнана до 1926 року, відтворила посаду віцегубернатора, який стає губернатором у разі вакантності посади останнього. Губернатор і віцегубернатор обираються окремо.
До громадянської війни виборці Арканзасу підтримували Демократичну партію, обираючи тільки її кандидатів. Після Реконструкції три республіканці були обрані губернаторами, але потім Демократична партія відновила своє становище, і наступний республіканець був обраний лише через 92 роки.

### Інші посади губернаторів
У таблиці наведені інші посади, які обіймали губернатори штату. Знаком * позначені випадки, коли губернатор подав у відставку, щоб обійняти іншу посаду.
| Губернатор             | Партія                        | Губернаторський термін повноважень | Конгрес США | Конгрес США | Інші посади                                           | Джерело |
| Губернатор             | Партія                        | Губернаторський термін повноважень | ПП          | Сенат       | Інші посади                                           | Джерело |
| ---------------------- | ----------------------------- | ---------------------------------- | ----------- | ----------- | ----------------------------------------------------- | ------- |
| Джеймс Міллер          |                               | 1819—1825                          | ПП          |             |                                                       | [ 7 ]   |
| Джон Поуп              | Демократично- республіканська | 1829—1835                          | ПП          | С           |                                                       | [ 30 ]  |
| Вільям Фултон          |                               | 1835—1836                          |             | С           |                                                       | [ 12 ]  |
| Арчібальд Єлл          | Демократична                  | 1840—1844                          | ПП          |             |                                                       | [ 31 ]  |
| Павелл Клейтон         | Республіканська               | 1868—1871                          |             | С*          | Посол США в Мексиці                                   | [ 32 ]  |
| Огастас Гілл Гарленд   | Демократична                  | 1874—1877                          |             | С           | Генеральний прокурор США, конгресмен КША, сенатор КША | [ 33 ]  |
| Джеймс Гендерсон Беррі | Демократична                  | 1883—1885                          |             | С           |                                                       | [ 34 ]  |
| Вільям Мід Фішбек      | Демократична                  | 1893—1895                          |             | С           |                                                       | [ 35 ]  |
| Джеймс Пол Кларк       | Демократична                  | 1895—1897                          |             | С           |                                                       | [ 36 ]  |
| Джеф Девіс             | Демократична                  | 1901—1907                          |             | С           |                                                       | [ 37 ]  |
| Джон Себастьян Літтл   | Демократична                  | 1907                               | ПП          |             |                                                       | [ 38 ]  |
| Джозеф Тейлор Робінсон | Демократична                  | 1913                               | ПП          | С*          |                                                       | [ 39 ]  |
| Томас Чіпмен Макрей    | Демократична                  | 1921—1925                          | ПП          |             |                                                       | [ 40 ]  |
| Вінтроп Рокфеллер      | Республіканська               | 1967—1971                          |             |             |                                                       |         |
| Дейл Бамперс           | Демократична                  | 1971—1975                          |             | С*          |                                                       | [ 41 ]  |
| Девід Прайор           | Демократична                  | 1975—1979                          | ПП          | С*          |                                                       | [ 42 ]  |
| Білл Клінтон           | Демократична                  | 1979—1981 1983—1992                |             |             | Президент США*                                        | [ 43 ]  |
| Джим Гай Такер         | Демократична                  | 1992—1996                          | ПП          |             |                                                       | [ 44 ]  |
| Майк Гакабі            | Республіканська               | 1996—2007                          |             |             | Віцегубернатор Арканзасу                              |         |
| Майк Біб               | Республіканська               | 2007—2015                          |             |             |                                                       |         |
| Аса Гатчінсон          | Республіканська               | 2015—2023                          | ПП          |             |                                                       | [ 45 ]  |
| Сара Гакабі Сандерс    | Республіканська               | з 10 січня 2023                    |             |             | Прессекретар Білого дому                              | [ 46 ]  |

### Колишні губернатори, що досі живуть
Станом на січень 2023 року живі п'ять  колишніх губернаторів Арканзасу.
| Губернатор     | Термін повноважень  | Дата народження |
| -------------- | ------------------- | --------------- |
| Білл Клінтон   | 1979-1981 1983—1992 | 19 серпня 1946  |
| Джим Гай Такер | 1992-1996           | 12 червня 1943  |
| Майк Гакабі    | 1996-2007           | 24 серпня 1955  |
| Майк Біб       | 2007-2015           | 28 грудня 1946  |
| Аса Гатчінсон  | 2015—2023           | 3 грудня 1950   |